# Moutiers (Meurthe i Mosel·la)
Moutiers és un municipi francès situat al departament de Meurthe i Mosel·la i a la regió del Gran Est. L'any 2007 tenia 1.749 habitants.

## Demografia

### Població
El 2007 la població de fet de Moutiers era de 1.749 persones. Hi havia 724 famílies, de les quals 208 eren unipersonals (76 homes vivint sols i 132 dones vivint soles), 240 parelles sense fills, 220 parelles amb fills i 56 famílies monoparentals amb fills.
La població ha evolucionat segons el següent gràfic:
Habitants censats

### Habitatges
El 2007 hi havia 824 habitatges, 743 eren l'habitatge principal de la família, 2 eren segones residències i 79 estaven desocupats. 701 eren cases i 121 eren apartaments. Dels 743 habitatges principals, 551 estaven ocupats pels seus propietaris, 155 estaven llogats i ocupats pels llogaters i 37 estaven cedits a títol gratuït; 1 tenia una cambra, 25 en tenien dues, 126 en tenien tres, 304 en tenien quatre i 287 en tenien cinc o més. 558 habitatges disposaven pel capbaix d'una plaça de pàrquing. A 335 habitatges hi havia un automòbil i a 284 n'hi havia dos o més.

### Piràmide de població
La piràmide de població per edats i sexe el 2009 era:
| Homes | Edats   | Dones |
| ----- | ------- | ----- |
| 0     | 95 o +  | 0     |
| 0     | 90 a 94 | 0     |
| 0     | 85 a 89 | 4     |
| 4     | 80 a 84 | 24    |
| 48    | 75 a 79 | 48    |
| 76    | 70 a 74 | 84    |
| 48    | 65 a 69 | 92    |
| 32    | 60 a 64 | 48    |
| 44    | 55 a 59 | 40    |
| 56    | 50 a 54 | 56    |
| 76    | 45 a 49 | 76    |
| 88    | 40 a 44 | 68    |
| 60    | 35 a 39 | 76    |
| 72    | 30 a 34 | 64    |
| 48    | 25 a 29 | 40    |
| 40    | 20 a 24 | 68    |
| 68    | 15 a 19 | 52    |
| 44    | 10 a 14 | 52    |
| 60    | 5 a 9   | 56    |
| 52    | 0 a 4   | 44    |

## Economia
El 2007 la població en edat de treballar era de 1.093 persones, 758 eren actives i 335 eren inactives. De les 758 persones actives 675 estaven ocupades (386 homes i 289 dones) i 83 estaven aturades (49 homes i 34 dones). De les 335 persones inactives 114 estaven jubilades, 88 estaven estudiant i 133 estaven classificades com a «altres inactius».

### Ingressos
El 2009 a Moutiers hi havia 707 unitats fiscals que integraven 1.637 persones, la mediana anual d'ingressos fiscals per persona era de 16.780,5 €.

### Activitats econòmiques
Dels 47 establiments que hi havia el 2007, 1 era d'una empresa extractiva, 4 d'empreses alimentàries, 3 d'empreses de fabricació de material elèctric, 6 d'empreses de fabricació d'altres productes industrials, 6 d'empreses de construcció, 13 d'empreses de comerç i reparació d'automòbils, 3 d'empreses de transport, 1 d'una empresa d'hostatgeria i restauració, 1 d'una empresa d'informació i comunicació, 2 d'empreses financeres, 1 d'una empresa immobiliària, 4 d'entitats de l'administració pública i 2 d'empreses classificades com a «altres activitats de serveis».
Dels 14 establiments de servei als particulars que hi havia el 2009, 1 era una oficina de correu, 4 tallers de reparació d'automòbils i de material agrícola, 2 paletes, 2 fusteries, 2 lampisteries, 1 perruqueria, 1 restaurant i 1 agència immobiliària.
Dels 4 establiments comercials que hi havia el 2009, 2 eren fleques, 1 una fleca i 1 una peixateria.

## Equipaments sanitaris i escolars
El 2009 hi havia 1 centre de salut, 1 farmàcia i 1 ambulància.
El 2009 hi havia 1 escola maternal i 2 escoles elementals.

## Poblacions més properes
El següent diagrama mostra les poblacions més properes.